# أبو تشت
أبو تشت هو إحدى مراكز محافظة قنا في صعيد مصر.

## موقعه
هو أول مركز في محافظة قنا من الشمال بعد محافظة سوهاج يحده من الشمال مركز البلينا ويتبع محافظة سوهاج ومن الجنوب الغربي مركز فرشوط ونجع حمادي من الجنوب الشرقي.

## تاريخه
ومن الناحية التاريخية يعتبر مركز أبو تشت ضمن حضارة نقادة الأولى أو حضارة العمرة (وهي من حضارات العصر الحجري القديم - قبل الميلاد).

## أصل التسمية
أبوتشت في اللغة يعود أصل التسمية إلى اللغة الفرعونية القديمة. وهي في الأصل بادتشت أي الطريق الوادي وهو وادي سمهود القرى التابعة لها.

## قرى أبوتشت

### الوحدة المحلية لقريةأبو شوشة
1. أبو شوشة
2. العمرة
3. الخوالد
4. الرواتب
5. العوامر وبني برزة
6. البحري سمهود
7. الشرقي سمهود
8. الأوسط سمهود

### الوحدة المحلية لقريةسمهود
1. سمهود
2. القبلي سمهود
3. كوم جابر
4. الحبيلات الغربية
5. العوامر الغربية
6. بلاد المال بحري

### الوحدة المحلية لقريةقصير بخانس
1. قصير بخانس
2. النجمة والحمران
3. المحارزة
4. الزرايب
5. الأميرية
6. الحبيلات الشرقية

### الوحدة المحلية لقريةبخانس
1. بخانس
2. الرزقة
3. جزيرة الدوم
4. الحسينات
5. الشقيفي
6. القلعية

### الوحدة المحلية لقريةالقارة
1. القارة
2. الكرنك
3. الرفشة
4. السليمات
5. بلاد المال قبلي
6. عزبة البوصة
7. كوم يعقوب